# Orifice atrio-ventriculaire gauche
L'orifice atrio-ventriculaire gauche (ou orifice auriculo-ventriculaire gauche ou orifice mitral) est l'orifice de communication entre l'atrium gauche et le ventricule gauche.

## Structure
L'orifice atrio-ventriculaire gauche est situé à la partie inférieure de la base du ventricule gauche. Il s'oriente dans un plan regardant en arrière, à droite et un peu en haut. Sa forme est ovale d'une circonférence d'environ 110 mm chez l'homme et 90 mm chez la femme, soit entre 2,5 et 3,5 cm de diamètre..
Il est entouré par l'anneau fibreux gauche du cœur qui permet l'insertion des cuspides de la valve atrio-ventriculaire gauche.